# Lestrigonia
En la mitología griega, Lestrigonia o la tierra lestrígona, es el nombre que recibe un país legendario visitado por Odiseo durante su peregrinación y cuyos habitantes se hacen llamar lestrigones. Los autores la sitúan en un lugar indeterminado, en el Mar Mediterráneo. 

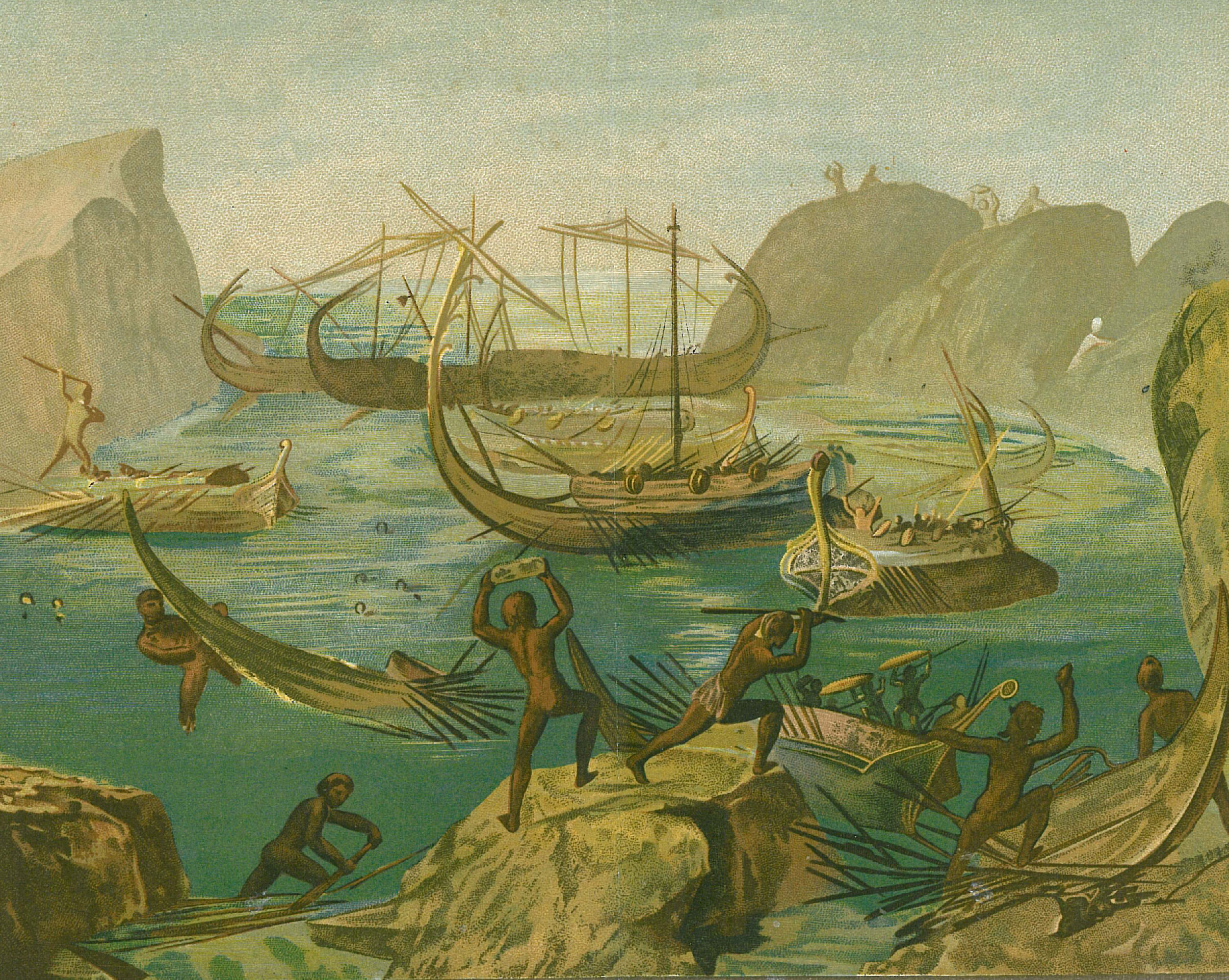
Ilustración de Griechische Heldensagen für die Jugend bearbeitet (Historias épicas griegas adaptadas para los jóvenes), de J. C. Andrä, 1902: Ataque de los lestrigones.